# Le Bardon
Le Bardon é uma comuna francesa na região administrativa do Centro-Vale do Loire, no departamento Loiret. Estende-se por uma área de 12,23 km². Em 2010 a comuna tinha 1 029 habitantes (densidade: 84,1 hab./km²).